# Matti Aikio

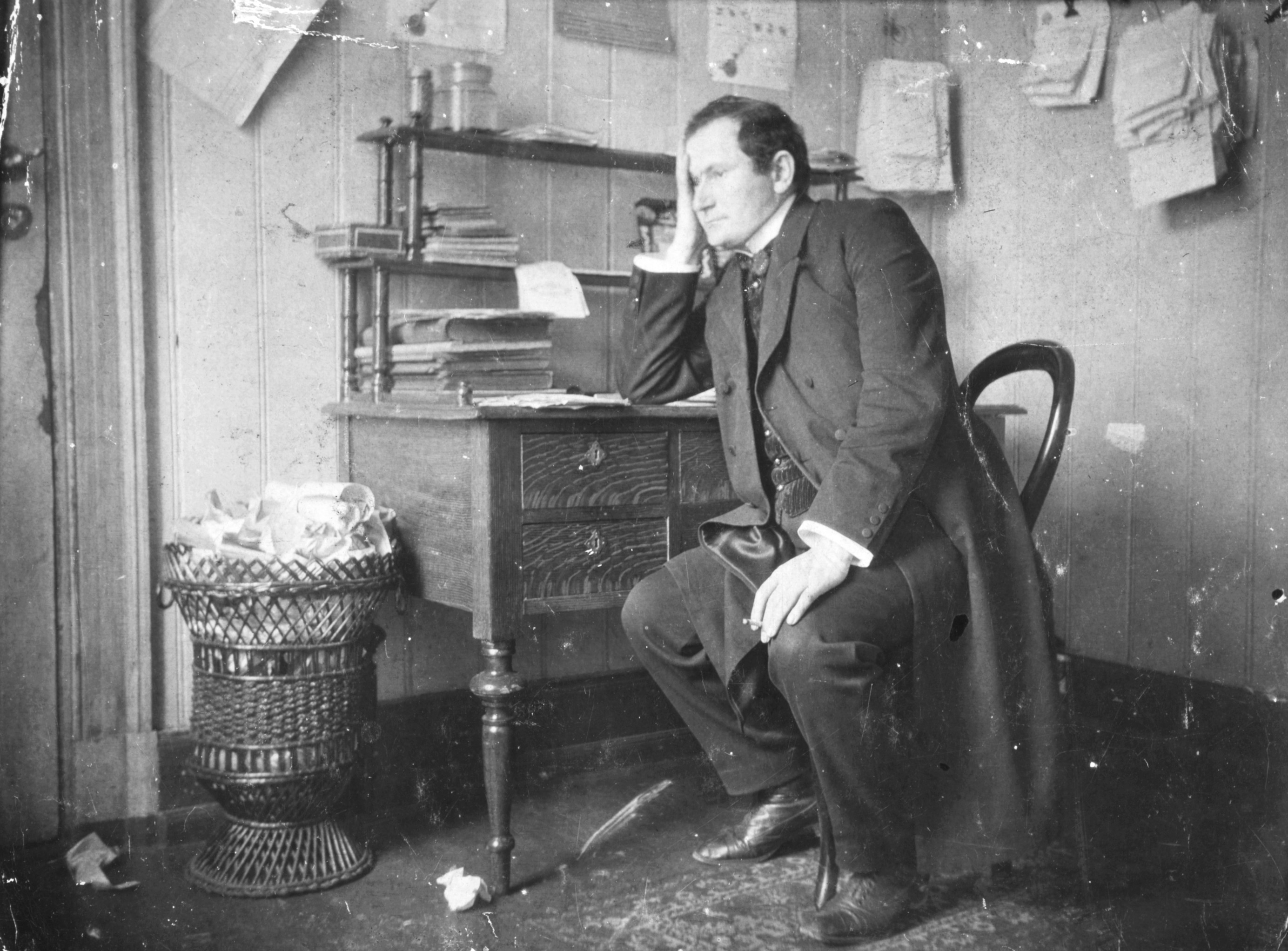
Matti Aikio, 1900

Matti Aikio (* 18. Juni 1872 in Karasjok; † 25. Juli 1929 in Oslo; eigentlich Mathis Isaksen) war der erste samische Schriftsteller Norwegens.

## Leben
Matti Aikio wurde als Sohn eines Lehrers geboren. Er studierte u. a. Pädagogik in Trondheim. Den Beruf des Lehrers übte Aikio zwischen 1896 und 1906 in der Finnmark und Südnorwegen aus. 
Erst 1890, mit 18 Jahren, lernte Aikio die norwegische Sprache. In dieser Sprache schrieb er seine Romane und Dramen. Darin zeichnete er ein genaues Bild des schweren Alltags der samischen Minderheit und deren Kampf um die Eigenständigkeit.
1929 starb Matti Aikio im Alter von 57 Jahren in Karasjok.

## Werke
- Bygden paa elvenesset (1929)
- Ginunga-gap (1907)
- Hyrdernes kapel (1918)
- I Dyreskind (1906)
- Under blinkfyret (1918)